# Gigiri

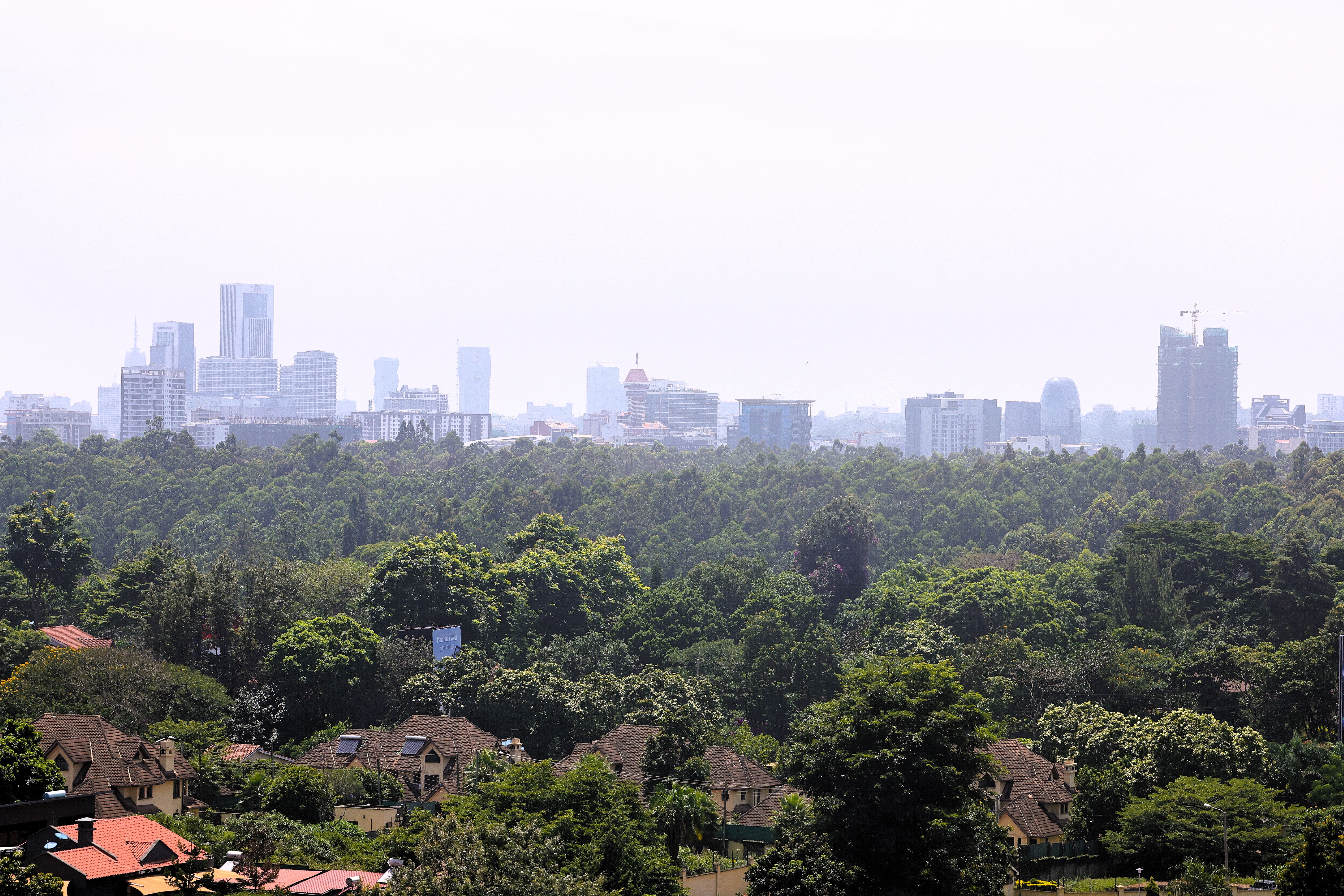
Blick von Gigiri aus auf den Karura Forest und die Skyline von Nairobi (2025)

Gigiri ist ein Stadtviertel in Nairobi. Es umfasst eine Fläche von 56 Hektar, liegt rund zehn Kilometer von Nairobis Central Business District entfernt und grenzt an den Karura Forest.
Bis Mitte der 1990er-Jahre war Gigiri ein für Nairobi typisches Stadtviertel, mit vielen Brachflächen und verstreuter Bebauung. Bereits Mitte 1992 entstand ein großes Einkaufszentrum.
1996 zog die UN mit vielen ihrer Agenturen nach Gigiri. Nach einem schweren Attentat wurde 1998 die US-Botschaft vom Stadtzentrum in das sicherer erscheinende Viertel verlegt. Dadurch verwandelte sich Gigiri in ein Quartier, in dem viele Diplomaten, Expats und wohlhabende Einheimische leben. Zusammen mit den angrenzenden Vierteln, z. B. das im Norden angrenzende Runda und Muthaiga im Süden, bildet Gigiri nun die „Blue Diplomatic Zone“. Hier sind Botschaften und internationale Organisationen angesiedelt. Neben Einkaufsmöglichkeiten, Gotteshäusern, und Krankenhäusern befinden sich dort auch Schulen. Bereits seit 1969 ist die Deutsche Schule Nairobi auf einem weitläufigen Gelände entlang der Lemu Road in Gigiri untergebracht.